# Wilbur Ware
Wilbur Ware (Chicago, 1923. szeptember 8. – Philadelphia, 1979. szeptember 9.) amerikai dzsesszbőgős.

## Pályakép
Wilbur Ware Chicagóban nőtt fel, egy templomban tanolt meg dobolni, bendzsózni és basszusgitározni. Az 1940-es években Stuff Smith-szel, Sonny Stitttel és Roy Eldridge-vel dolgozott. Az 1950-es évek elején Sun Raval készített felvételeket. Az 1950-es években New Yorkban telepedett le, ahol Eddie Vinsonnal, Art Blakey-vel és Buddy DeFrancoval szerepelt.
Ware 1957-58-ban a Thelonious Monk kvartett tagja volt. 1957-ben a Sonny Rollins Trióval is fellépett és lemezfelvételeket is készített velük.
Egyetlen albuma, amelyet zenekarvezetőként vele életében kiadtak, a „The Chicago Sound” volt.
Wilbur Ware afroamerikai basszusgitáros előadói karrierje az 1930-as évektől a hetvenes évek végéig tartott. Fejlett, hatékony ritmikai koncepciója megkülönböztette őt a kortárs basszusgitárosoktól, nagybőgősöktől. Játéka nem a fúvósok frázisait követte, mint sokan mások, hanem  eredeti, felismerhető stílust hozott létre, ami a hangszer akusztikai tulajdonságain alapult.

## Lemezválogatás

### Thelonious Monk
- Thelonious Monk with John Coltrane (1957)
- Monk’s Music (1957)
- Mulligan Meets Monk (1957)

### Sonny Rollins
- A Night at the Village Vanguard (1957)

### Zenekarvezető
- Zoot Sims: Zoot! (1956)
- Ernie Henry: Presenting Ernie Henry (1956)
- Kenny Dorham: 2 Horns, 2 Rhythms (1957)
- Kenny Drew: Pal Joey (1957)
- Matthew Gee: Jazz by Gee (1957)
- Toots Tielemans: Man Bites Harmonica (1957)
- Johnny Griffin: Way Out und Johnny Griffin Sextet (1958)
- Blue Mitchell: Big 6 und Blues on My Mind (beide 1958)
- Grant Green: Standards (1961)
- Clifford Jordan: Mosaic (1992)